# Camino libre medio
En mecánica estadística y teoría cinética de los gases, se define como camino libre medio a la distancia o espacio medio entre dos colisiones sucesivas de las moléculas de un gas.
Recordemos que en un gas, sus moléculas están en constante movimiento chocando unas con otras. La temperatura del gas es función de la energía cinética de sus moléculas.
El camino libre medio, también se conoce como recorrido libre medio, (1/u), o longitud de relajación, y viene dado por la inversa del coeficiente de atenuación lineal u y es la distancia promedio en la que viaja una partícula en un medio atenuante, antes que ésta interactúe.
En 1857, Rudolf Clausius en una importante contribución al campo de la teoría cinética —en el que redefinió el modelo cinético de los gases de August Krönig — introdujo el concepto de recorrido libre medio de una partícula.

## Cálculo del camino libre medio
El camino libre medio se calcula multiplicando la velocidad media de las moléculas del gas por el tiempo entre colisiones:
| Símbolo               | Nombre |
| --------------------- | --- |
| {\displaystyle \ell } | Camino libre medio |
| {\displaystyle u}     | Velocidad cuadrática media de las moléculas que será proporcional a la raíz cuadrada de la temperatura e inversamente proporcional a la raíz de la masa de la molécula |
| {\displaystyle t}     | Tiempo medio entre colisiones el cual depende fundamentalmente de la densidad del gas                                                                                  |

Se puede estimar mediante la expresión:
| Símbolo                 | Nombre                                    |
| ----------------------- | ----------------------------------------- |
| {\displaystyle \ell }   | Camino libre medio                        |
| {\displaystyle n}       | Número de moléculas por unidad de volumen |
| {\displaystyle \sigma } | Sección eficaz de dispersión              |

En el aire, a temperatura ambiente y presión normal, es del orden de 3 / 10000 cm 